# Unione Sportiva Battipagliese 1989-1990
Questa pagina raccoglie le informazioni riguardanti l'Unione Sportiva Battipagliese nelle competizioni ufficiali della stagione 1989-1990.

## Rosa
| N. |                   | Ruolo | Calciatore         |
| -- | ----------------- | ----- | ------------------ |
|    | Italia (bandiera) | A     | Leonardo Aloi      |
|    | Italia (bandiera) | D     | Renato Aversano    |
|    | Italia (bandiera) | D     | Dario Biasi        |
|    | Italia (bandiera) | D     | Fabio Capone       |
|    | Italia (bandiera) | C     | Paolo Crucitti     |
|    | Italia (bandiera) | C     | Livio Danese       |
|    | Italia (bandiera) | C     | Roberto De Ponte   |
|    | Italia (bandiera) | C     | Giovanni Di Vece   |
|    | Italia (bandiera) |       | Fratini            |
|    | Italia (bandiera) | D     | Francesco Iannuzzi |

| N. |                   | Ruolo | Calciatore          |
| -- | ----------------- | ----- | ------------------- |
|    | Italia (bandiera) | C     | Maurizio Improta    |
|    | Italia (bandiera) | A     | Fabio Lucidi        |
|    | Italia (bandiera) | C     | Pasquale Marino     |
|    | Italia (bandiera) | A     | Massimo Mezzini     |
|    | Italia (bandiera) | D     | Raffaele Niutta     |
|    | Italia (bandiera) | P     | Giovanni Pascarella |
|    | Italia (bandiera) | A     | Davide Ricci        |
|    | Italia (bandiera) | C     | Mario Simbolo       |
|    | Italia (bandiera) | C     | Giuseppe Smiraglia  |
|    | Italia (bandiera) | D     | Diego Toledo        |